# Atletism la Jocurile Olimpice de vară din 2024 - 4x400 m (mixt)
Proba de atletism 4x400 m mixt de la Jocurile Olimpice de vară din 2024 a avut loc în perioada 2 - 3 august 2024 pe Stade de France.

## Recorduri
Înaintea acestei competiții, recordurile mondiale și olimpice erau următoarele:
| Record           | Atlet                                                                              | Timp    | Loc                | Data           |
| ---------------- | ---------------------------------------------------------------------------------- | ------- | ------------------ | -------------- |
| Recordul mondial | Justin Robinson, Rosey Effiong, Matthew Boling, Alexis Holmes (USA)                | 3:08,80 | Budapesta, Ungaria | 19 august 2023 |
| Recordul olimpic | Karol Zalewski, Natalia Kaczmarek, Justyna Święty-Ersetic, Kajetan Duszyński (POL) | 3:09,87 | Tokyo, Japonia     | 31 iulie 2021  |

## Program
Orele sunt ora Franței (UTC+1) 
| Data                   | Oră   | Etapă      |
| ---------------------- | ----- | ---------- |
| Vineri, 2 august 2024  | 17:40 | Calificări |
| Sâmbătă, 3 august 2024 | 19:00 | Finala     |

## Rezultate

### Calificări
S-au calificat în finală primele trei echipe din fiecare serie (C) și următoarele două echipe cu cel mai bun timp (c).
| Loc | Serie | Culoar | Țară                       | Atleți                                                                             | Timp    | Note      |
| --- | ----- | ------ | -------------------------- | ---------------------------------------------------------------------------------- | ------- | --------- |
| 1   | 1     | 6      | Statele Unite ale Americii | Vernon Norwood, Shamier Little, Bryce Deadmon, Kaylyn Brown                        | 3:07,41 | C, RM, RO |
| 2   | 1     | 8      | Franța                     | Muhammad Kounta, Louise Maraval, Téo Andant, Amandine Brossier                     | 3:10,60 | C, RN     |
| 3   | 2     | 4      | Marea Britanie             | Samuel Reardon, Laviai Nielsen, Alex Haydock-Wilson, Nicole Yeargin                | 3:10,61 | C, RN     |
| 4   | 1     | 7      | Belgia                     | Jonathan Sacoor, Helena Ponette, Kévin Borlée, Naomi Van Den Broeck                | 3:10,74 | C, RN     |
| 5   | 2     | 6      | Olanda                     | Eugene Omalla, Lieke Klaver, Isaya Klein Ikkink, Cathelijn Peeters                 | 3:10,81 | C         |
| 6   | 1     | 2      | Jamaica                    | Reheem Hayles, Junelle Bromfield, Zandrion Barnes, Stephenie Ann McPherson         | 3:11,06 | c, RN     |
| 7   | 1     | 5      | Polonia                    | Maksymilian Szwed, Marika Popowicz-Drapała, Karol Zalewski, Justyna Święty-Ersetic | 3:11,43 | c, SB     |
| 8   | 2     | 3      | Italia                     | Luca Sito, Anna Polinari, Edoardo Scotti, Alice Mangione                           | 3:11,59 | C         |
| 9   | 2     | 5      | Nigeria                    | Samuel Ogazi, Ella Onojuvwevwo, Ifeanyi Emmanuel Ojeli, Patience Okon George       | 3:11,99 | RN        |
| 10  | 2     | 7      | Irlanda                    | Christopher O'Donnell, Sophie Becker, Thomas Barr, Sharlene Mawdsley               | 3:12,67 |           |
| 11  | 1     | 9      | Elveția                    | Charles Devantay, Giulia Senn, Lionel Spitz, Yasmin Giger                          | 3:12,77 | RN        |
| 12  | 1     | 3      | Kenya                      | David Kapirante, Veronica Mutua, Boniface Mweresa, Mercy Chebet                    | 3:13,13 |           |
| 13  | 1     | 4      | Bahamas                    | Wendell Miller, Javonya Valcourt, Alonzo Russell, Quincy Penn                      | 3:14,58 |           |
| 14  | 2     | 2      | Ucraina                    | Oleksandr Pohorilko, Tetyana Melnyk, Danylo Danylenko, Maryna Shostak              | 3:15,51 |           |
| 15  | 2     | 9      | Germania                   | Jean Paul Bredau, Alica Schmidt, Manuel Sanders, Eileen Demes                      | 3:15,63 |           |
| 16  | 2     | 8      | Republica Dominicană       | Erick Joel Sánchez, Milagros Durán, Robert King, Anabel Medina                     | 3:18,39 |           |

### Finala
| Loc | Culoar | Țară                       | Atleți                                                                           | Timp    | Note |
| --- | ------ | -------------------------- | -------------------------------------------------------------------------------- | ------- | ---- |
| 1   | 7      | Olanda                     | Eugene Omalla, Lieke Klaver, Isaya Klein Ikkink, Femke Bol                       | 3:07,43 | RE   |
| 2   | 5      | Statele Unite ale Americii | Vernon Norwood, Shamier Little, Bryce Deadmon, Kaylyn Brown                      | 3:07,74 |      |
| 3   | 8      | Marea Britanie             | Samuel Reardon, Laviai Nielsen, Alex Haydock-Wilson, Amber Anning                | 3:08,01 | RN   |
| 4   | 4      | Belgia                     | Alexander Doom, Helena Ponette, Jonathan Sacoor, Naomi Van Den Broeck            | 3:09,36 | RN   |
| 5   | 2      | Jamaica                    | Reheem Hayles, Junelle Bromfield, Zandrion Barnes, Stephenie Ann McPherson       | 3:11,67 |      |
| 6   | 9      | Italia                     | Luca Sito, Giancarla Trevisan, Edoardo Scotti, Alice Mangione                    | 3:11,84 |      |
| 7   | 3      | Polonia                    | Maksymilian Szwed, Justyna Święty-Ersetic, Karol Zalewski, Alicja Wrona-Kutrzepa | 3:12,39 |      |
| DS  | 6      | Franța                     | Muhammad Kounta, Louise Maraval, Fabrisio Saidy, Amandine Brossier               | 3:10,84 |      |